# Uralvagonzavod
Uralvagonzavod (UVZ) là một công ty cơ khí của Liên Xô (cũ) và Nga tại thành phố Nizhny Tagil. Nó là một trong những phức hợp khoa học và công nghiệp lớn nhất tại Nga và là nhà sản xuất xe tăng lớn nhất thế giới.
Tên đầy đủ của công ty là tập đoàn khoa học công nghiệp "UralVagonZavod"" PLC (ОАО «Научно-производственная корпорация «УралВагонЗавод»). Uralvagonzavod  là một công ty đại chúng. Tên Уралвагонзавод được viết tắt thành (Урал Вагон Завод) mang nghĩa nhà máy sản xuất xe đường ray Ural.

## Hoạt động
Công ty chuyên sản xuất tàu điện, xe tăng, xe làm đường, xe nông nghiệp, sản phẩm luyện kim, công cụ và hàng hóa tiêu dùng.
Việc sản xuất dòng xe tăng chiến đấu chủ lực T-90 chiếm 18–20% tổng sản lượng của công ty. Năm 2008, Uralvagozavod sản xuất hơn 175 chiếc xe tăng: 62 chiếc T-90A cho Quân đội Nga, 60 chiếc T-90S cho Ấn Độ. Đây là sản lượng xe tăng lớn nhất của Uralvagonzavod và toàn nước Nga kể từ năm 1993. Hơn thế nữa, theo Báo Quốc phòng Nga, năm 2008 công ty sản xuất nhiều xe tăng hơn tất cả các nhà máy khác trên toàn thế giới cộng lại.

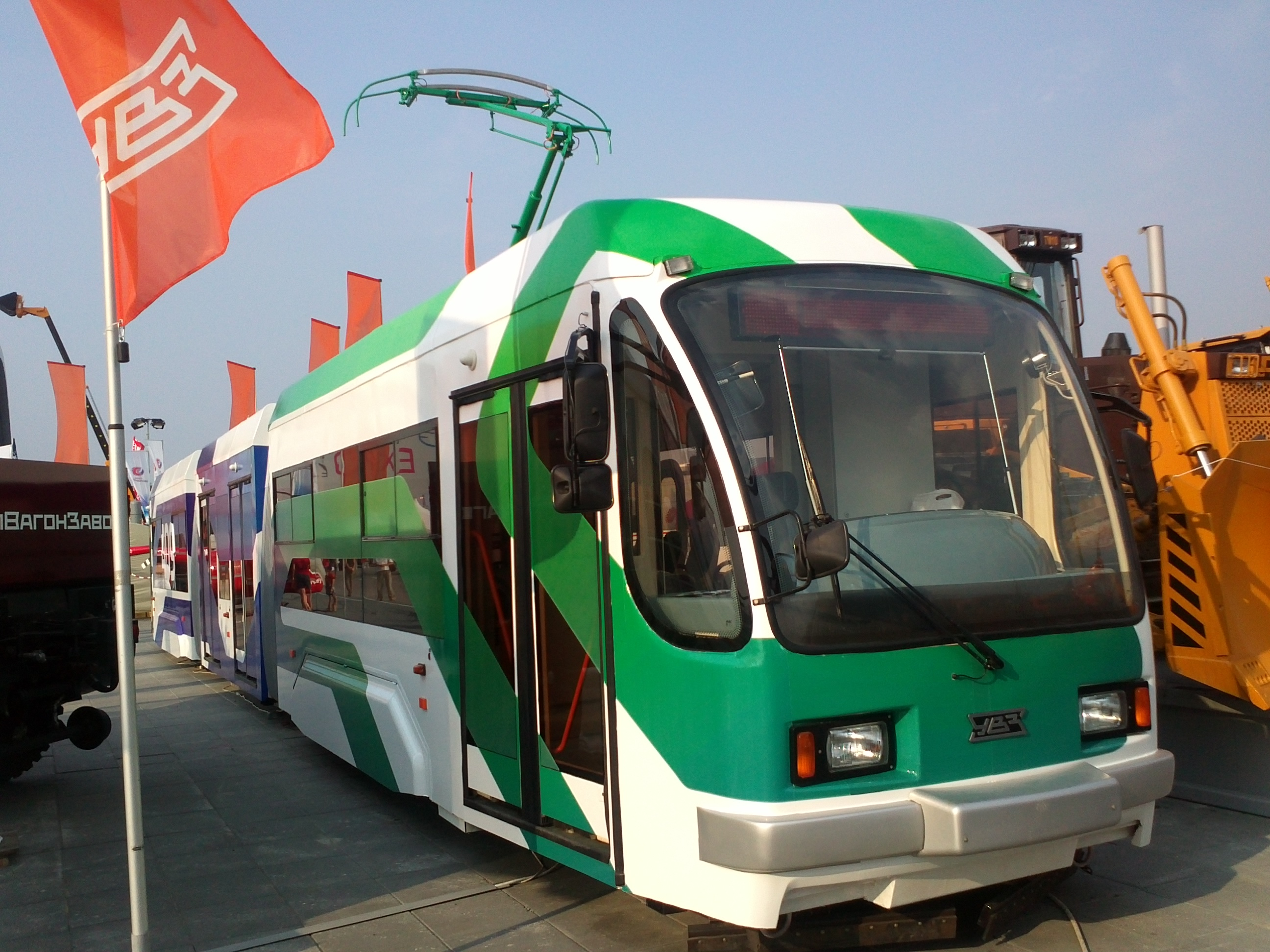
Xe điện Uralvagonzavod tại triển lãm công nghiệp Innoprom
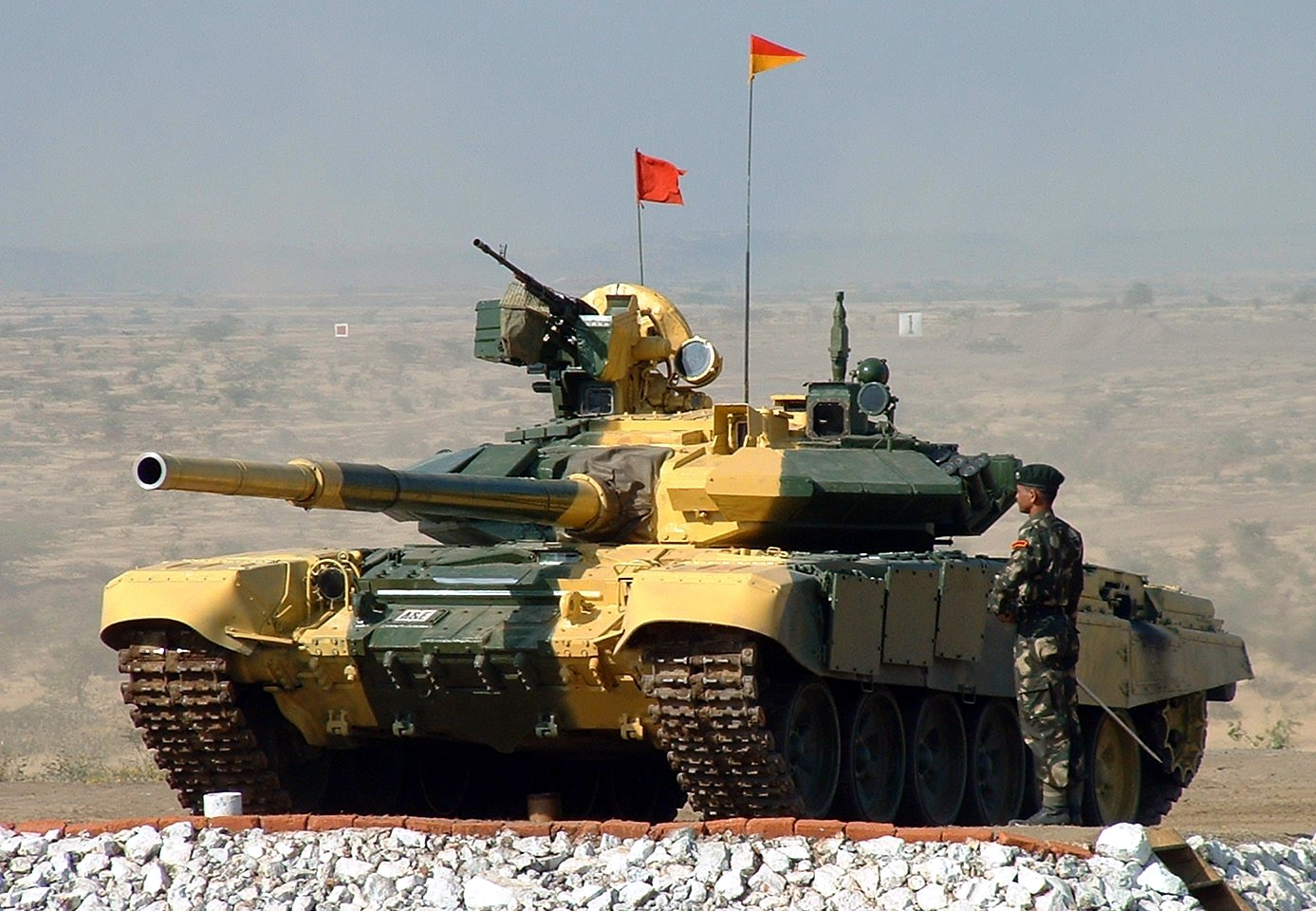
Xe tăng chiến đấu chủ lực T-90S của Ấn Độ
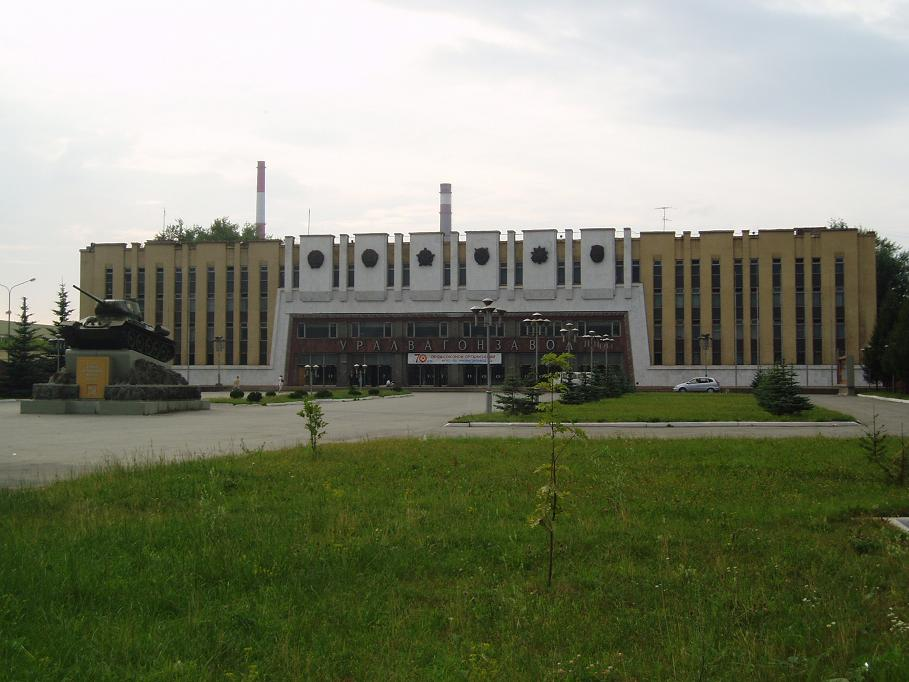
Tòa nhà chính của Uralvagonzavod